# Municipio de Madison (condado de Jasper)
El municipio de Madison (en inglés: Madison Township) es un municipio ubicado en el condado de Jasper en el estado estadounidense de Misuri. En el año 2010 tenía una población de 2502 habitantes y una densidad poblacional de 21,05 personas por km².

## Geografía
El municipio de Madison se encuentra ubicado en las coordenadas 37°12′5″N 94°13′56″O / 37.20139, -94.23222. Según la Oficina del Censo de los Estados Unidos, el municipio tiene una superficie total de 118.87 km², de la cual 118.09 km² corresponden a tierra firme y (0.66%) 0.78 km² es agua.

## Demografía
Según el censo de 2010, había 2502 personas residiendo en el municipio de Madison. La densidad de población era de 21,05 hab./km². De los 2502 habitantes, el municipio de Madison estaba compuesto por el 89.57% blancos, el 0.48% eran afroamericanos, el 0.88% eran amerindios, el 0.44% eran asiáticos, el 0.04% eran isleños del Pacífico, el 6.08% eran de otras razas y el 2.52% pertenecían a dos o más razas. Del total de la población el 9.71% eran hispanos o latinos de cualquier raza.